# Adelogenys culicoides
Adelogenys culicoides är en tvåvingeart som beskrevs av Hesse 1938. Adelogenys culicoides ingår i släktet Adelogenys och familjen svävflugor. Inga underarter finns listade i Catalogue of Life.